# Aigars Kriķis
Aigars Kriķis (Riga, 28 agosto 1954 – Riga, 15 febbraio 1999) è stato uno slittinista sovietico.
Dopo la dissoluzione dell'Unione Sovietica (1991) acquisì la cittadinanza lettone.

## Biografia
Gareggiò per la nazionale sovietica, sia nel singolo sia nel doppio, ma fu in quest'ultima specialità, in coppia con Dajnis Bremze, che raggiunse tutti i suoi più importanti risultati.
Partecipò a due edizioni dei Giochi olimpici invernali: giunse tredicesimo nel singolo ed ottavo nel doppio ad Innsbruck 1976, mentre a Lake Placid 1980, in quella che fu la sua ultima competizione a livello internazionale, ottenne il decimo posto nel doppio.
Prese parte altresì a sei edizioni dei campionati mondiali aggiudicandosi il titolo iridato nel doppio ad Imst 1978, mentre nelle prove individuali il suo miglior risultato fu la tredicesima piazza ottenuta a Schönau am Königssee 1979. Nelle rassegne continentali vinse una medaglia di bronzo, sempre nella specialità biposto, ad Hammarstrand 1976; nella stessa edizione svedese inoltre concluse al quarto posto la gara del singolo.

## Palmarès

### Mondiali
- 1 medaglia:
  - 1 oro (doppio ad Imst 1978).

### Europei
- 1 medaglia:
  - 1 bronzo (doppio ad Hammarstrand 1976).